# Kein schöner Land (Freddy-Quinn-Album)
Kein schöner Land ist das 46. Studioalbum des österreichischen Schlagersängers Freddy Quinn, das 1990 vom Musiklabel Ariola Express (Nummer 495725215 bzw. 495 725-215) auf Schallplatte und Kompaktkassette in Deutschland veröffentlicht wurde. Die Veröffentlichung geschah unter der Rechtegesellschaft Gesellschaft für musikalische Aufführungs- und mechanische Vervielfältigungsrechte. Singleauskopplungen wurden keine produziert.

## Kompaktkassettenhülle
Auf der Kompaktkassettenhülle ist rechts auf einem kleinen Bild Freddy Quinn mit blauem Hemd und einer Lederweste darüber zu sehen. Im Hintergrund sieht man eine Blumenwiese und dahinter einen Nadelwald. In gelben Großbuchstaben ist der Schriftzug „Freddy Quinn“ oben auf der Hülle angebracht, darunter in dunklerem Gelb der Albumtitel. Vier Titel des Albums sind darunter aufgeführt.

## Musik
Auf dem Album wurden bekannte deutsche Volkslieder veröffentlicht. Lustig ist das Zigeunerleben wurde von Freddy Quinn erstmals 1965 veröffentlicht.
Muss i denn, muss i denn zum Städtele hinaus wurde von Freddy Quinn im Lied Im Hippodrom International 1984 verwendet. In diesem Lied waren auch das französische Volkslied Alouette, die englische Melodie Auld Lang Syne (John W. Myers) und das Lied Santa Lucia von Ferruccio Giannini verwendet worden.
Du, du liegst mir im Herzen, Kein schöner Land und Weißt du, wie viel Sternlein stehen wurden von Freddy Quinn erstmals 1965 veröffentlicht.
Quinn veröffentlichte Guten Abend, gut’ Nacht bereits 1977, damals unter dem Titel Guten Abend, gut’ Nacht (Wiegenlied).

## Titelliste
Das Album beinhaltet folgende zwölf Titel:
- Seite 1

1. Im Krug zum grünen Kranze – Im Original als Ich stand auf hohem Berge ein Volkslied.[7]
2. Freut euch des Lebens – Geschrieben von Hans Georg Nägeli und Johann Martin Usteri.[8]
3. Es klingt wie ein Märchen – in der zweiten Version als Es klingt wie ein Märchen (Es zogen drei Burschen wohl über den Rhein) am Album
4. Lustig ist das Zigeunerleben – Im Original eins Volkslied.[1]
5. Beim Kronenwirt – Im Original ein Volkslied.[9]
6. Muss I denn – in der zweiten Version als Muss I denn, Muss I denn am Album. Geschrieben von Friedrich Silcher und Christian Ludwig Heinrich Wagner.[2]

- Seite 2

1. Schneewalzer – 1887 geschrieben von Thomas Koschat.[10]
2. Mädel, ruck, ruck, ruck – Im Original als Die Auserwählte (Mädel ruck ruck ruck an meine grüne Seite) ein von Friedrich Silcher geschriebenes Volkslied.[11]
3. Du, du liegst mir im Herzen – Im Original ein Volkslied.[3]
4. Kein schöner Land in dieser Zeit – Im Original ein 1840 von Anton Wilhelm von Zuccalmaglio geschriebenes Volkslied.[4]
5. Weißt du, wie viel Sternlein stehen? – Im Original ein 1837 von Wilhelm Hey geschriebenes Volkslied.[5]
6. Guten Abend, gut’ Nacht – Im Original eine Komposition von Johannes Brahms (Guten Abend, gut Nacht (Wiegenlied), op. 49 Nr. 4).[6]